# Kanun (instrumento musical)

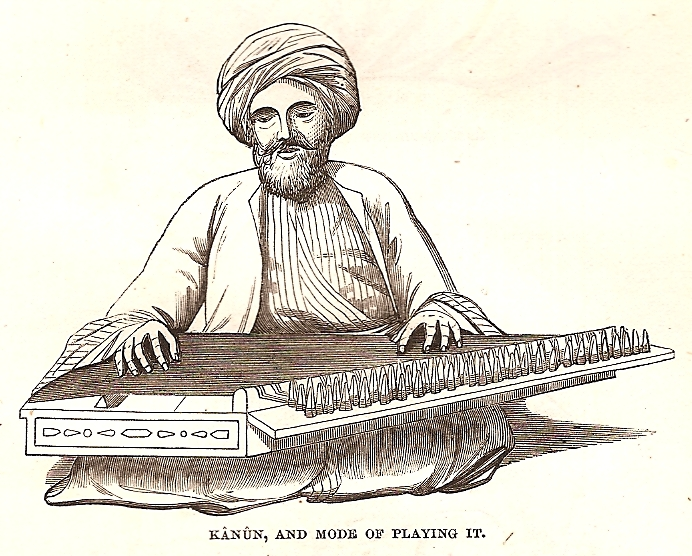
Músico árabe tocando um kanun em Jerusalém, 1859. Thomson, p. 577.

O kanun ou qanun (em árabe e persa قانون, romaniz.: qānūn; em grego: κανονάκι; romaniz.: kanonáki; em armênio: քանոն, k’anon; em azeri e turco: kanun) é um instrumento de cordas originário do século X. O nome vem da palavra grega κανών (que deu origem ao "cânone" português), que significava "regra", "norma", "princípio". A música tradicionalmente tocada no instrumento basea-se no maqamat; consiste essencialmente de uma cítara com uma caixa de ressonância trapezoidal. Cordas de nylon ou PVC são esticadas sobre uma ponte única, presas por escamas de peixe num dos lados, e atadas a tarraxas no outro.
O kanun, especialmente na Antiguidade, era conhecido como saltério. Os instrumentos utilizados na Turquia têm 26 grupos de cordas, com três cordas por grupo. É apoiado no colo do músico que o toca, e as cordas são tocadas com duas palhetas feitas de carapaça de tartarugas, seguradas em cada uma das mãos, ou com as próprias unhas das mãos do músico. Tem uma tessitura de três oitavas e meia, de lá2 a mi6. As dimensões dos kanuns turcos costumam ser de 95 a 100 centímetros de comprimento, 38 a 40 cm de largura e 4 a 6 cm de altura.